# Cảnh sát Quốc gia Indonesia

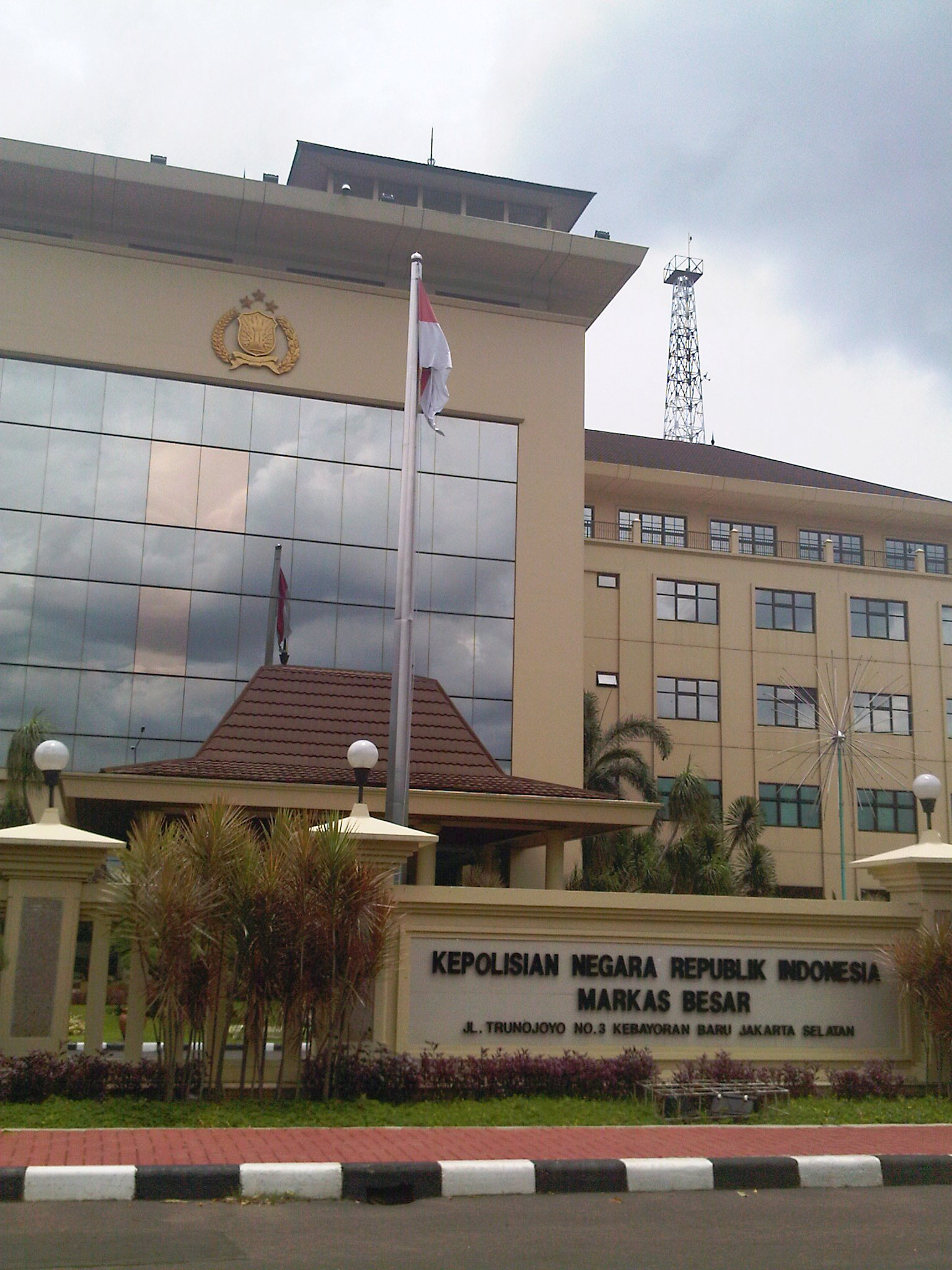
Trụ sở Công an Quốc gia Indonesia (Mabes Polri) tại Kebayoran Baru, Nam Jakarta

Công an Quốc gia Indonesia (tiếng Indonesia: Kepolisian Negara Republik Indonesia) là lực lượng công an của Cộng hòa Indonesia. Được thành lập vào ngày 1 tháng 7 năm 1946, trước đây nó là một phần của quân đội nước này từ năm 1962. Công an chính thức tách khỏi quân đội vào ngày 1 tháng 4 năm 1999 trong một quá trình chính thức hoàn thành vào ngày 1 tháng 7 năm 1999.
Tổ chức này hiện độc lập và dưới sự bảo trợ trực tiếp của Tổng thống Indonesia. Công an Quốc gia Indonesia chịu trách nhiệm thực thi pháp luật và thực hiện các nhiệm vụ trị an trên toàn Indonesia. Tổ chức này nổi tiếng vì tham nhũng, bạo lực và kém năng lực.
Công an Quốc gia Indonesia cũng tham gia vào các nhiệm vụ quốc tế của Liên hợp quốc, và sau khi được huấn luyện đặc biệt, đã đảm bảo an ninh cho sứ mệnh của UNAMID nhằm bảo vệ những người di tản trong nước ở Darfur.
Tổng cộng, đến năm 2020, tổng số nhân sự mà Công an Indonesia sở hữu là 440.000 người, và con số này đang tăng lên hàng năm, bao gồm 34.000 nhân viên Quân đoàn Lữ đoàn cơ động (Brimob), với tới 7.000 cảnh sát nước và cảnh sát hàng không. Công an Indonesia cũng được hỗ trợ bởi khoảng 1 triệu thành viên tình nguyện viên của Trung tâm Truyền thông Đối tác Công an Quốc gia Indonesia (Senkom Mitra Polri) trên khắp đất nước là những thường dân hỗ trợ công an.
Trụ sở Công an Quốc gia Indonesia đặt tại Kebayoran Baru, Nam Jakarta và số điện thoại khẩn cấp của Công an Quốc gia Indonesia là 110, phục vụ khắp Indonesia 24 giờ.